# Kurt Felix
Kurt Felix (Wil (Sankt Gallen), 27 maart 1941 – Sankt Gallen, 16 mei 2012) was een Zwitsers televisiepresentator en -journalist. Sinds 1980 was hij met zangeres en televisiepresentatrice Paola del Medico getrouwd.

Kurt Felix

## Biografie
Toen hij elf jaar was scheidden zijn ouders en groeide hij bij een pleegvader op. Al vroeg ontwikkelde zijn interesse voor radiohoorspelen, die hij tijdens zijn schoolperiode al zelf schreef en die deels al daadwerkelijk uitgezonden werden. Naast zijn hoofdberoep als leraar (1960–1965 in Frauenfeld) was hij ook als radio- en televisieverslaggever werkzaam. In 1965 kreeg hij een volledige baan bij de Zwitserse televisie SF DRS. Hij ontwikkelde zelf succesvolle programmaformats, in het bijzonder die met de verborgen camera. (Teleboy)
Samen met zijn vrouw Paola oogstte hij veel succes in Duitsland met het programma: "Verstehen Sie Spaß?", dat zij van 1980 tot 1990 presenteerden. Het programma werd uitgezonden door SWR
Van 1995 tot 2008 was hij tv-columnist en auteur, onder ander bij de Schweizer Illustrierte, SonntagsBlick en St. Galler Tagblatt.
In het jaar 2003 dwong thymuskanker hem, zich terug te trekken uit de publieke belangstelling. De intensieve behandeling verliep succesvol, zodat hij lange tijd zonder klachten samen met zijn vrouw afwisselend in St. Gallen en Italië woonde. Begin april 2010 werden nieuwe uitzaaiingen geconstateerd, waardoor hij alle lopende verplichtingen moest afzeggen.
Op zaterdag 19 mei werd bekendgemaakt dat Kurt Felix aan de gevolgen van kanker overleden was. Dit was tot na de begrafenis geheim gehouden.

## Onderscheidingen
- 1965: Gouden microfoon
- 1967: Prix Tell
- 1977: Prix Walo voor Teleboy
- 1978: Gouden Roos
- 1978: Chaplin-Prijs
- 1985: Gouden Roos van Montreux
- 1990: Bambi voor de meest succesrijke televisieprogramma's van Duitsland in de jaren 80
- 2003: Bambi voor zijn hele oeuvre